# Duncan Road
Die Duncan Road (früher auch Duncan Highway) ist eine unbefestigte Outbackpiste an der Westgrenze des australischen Northern Territory und im Nordosten von Western Australia. Sie verbindet den Victoria Highway kurz vor der Grenze mit dem Great Northern Highway in Halls Creek.

## Verlauf
Etwa 18 km östlich der Grenze des Northern Territory nach Western Australia und 56 km östlich von Kununurra zweigt die Duncan Road vom Victoria Highway (N1) nach Süden ab. Sie quert im weiteren Verlauf die Grenze mehrmals und folgt grob dem Verlauf des Ord River. Nach etwa 170 km kann man im Westen die Ausläufer der Bungle Bungle Range, den charakteristischen Hügeln des Purnululu-Nationalparks, erkennen. Es gibt allerdings keinen direkten Zugang von der Duncan Road zum Park. Bei Nicholson, 100 km weiter südlich, mündet der Buntine Highway von Osten ein. Die Duncan Road verläuft von dort an in westliche Richtung und endet nach 160 km in Halls Creek am Great Northern Highway (N1).
Der höchste Punkt im Verlauf der Straße liegt auf 52 m, der niedrigste auf 40 m.

## Geschichte
Die Straße entstand als ein unbefestigter Pfad, der die verschiedenen Rinderfarmen entlang des Ord Rivers miteinander verband. Um die Industrialisierung dieser Region zu fördern, wurde von 1950 bis 1956 die Strecke unter der Bezeichnung Wyndham-Nicholson Road ausgebaut. Erst 1961 erhielt sie den Namen Duncan Highway, nach Ron Duncan, der in den 1950er-Jahren, als Straßenbauingenieur für die Regierung in dieser Gegend tätig war.
1976 verlor die Straße den Status eines Highway und heißt seitdem nur noch Duncan Road.

## Straßenzustand
Obwohl es sich um eine unbefestigte Straße handelt, ist der Zustand durchweg gut. Alle Flussquerungen sind befestigt. Allerdings gibt es auf über 400 km Strecke keine Tankmöglichkeit.